# Groupe La France insoumise
Le groupe La France insoumise - Nouveau Front Populaire (abrégé en LFI-NFP) est un groupe parlementaire français classé à gauche, créé à l'Assemblée nationale en 2017. Certains de ses membres participent à d'autres partis politiques, tels que le Parti de gauche, Gauche écosocialiste, le Parti ouvrier indépendant, la Révolution écologique pour le vivant, Pour une écologie populaire et sociale, Péyi-A et Rézistan's Égalité 974.
Il est présidé par Jean-Luc Mélenchon à sa création après les élections législatives de 2017. Mathilde Panot lui succède en 2021 puis est réélue après les élections législatives de 2022, qui le voient plus que quadrupler son effectif en passant de dix-sept à soixante-quinze députés.

## Historique

Ancien logo.

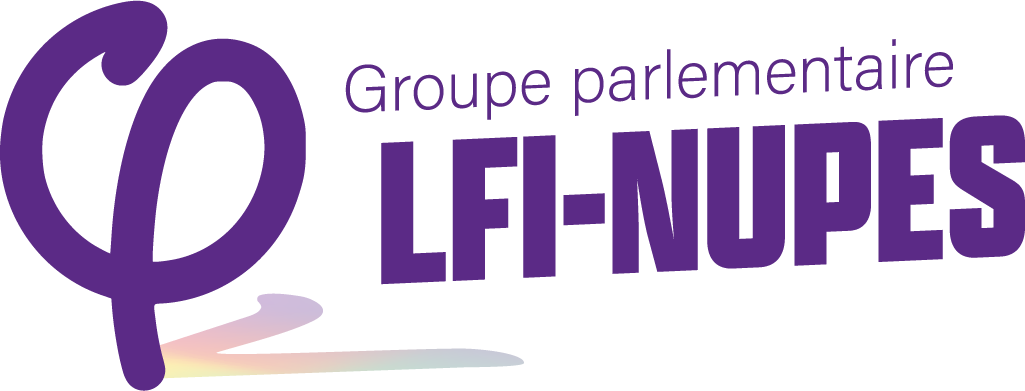
Ancien logo de 2022.

Les candidats de La France insoumise (LFI) arrivent en quatrième position au niveau national avec 11,03 % des suffrages exprimés (2 497 622 voix) lors du premier tour des élections législatives du 11 juin 2017. Un nombre de 74 candidats du mouvement sont qualifiés au second tour sur 577, soit environ 4,86 %.
Dix-sept candidats sont élus au second tour, permettant au mouvement de former un groupe parlementaire « La France insoumise » à l'Assemblée nationale,. Parmi ceux-ci :
- des cadres du mouvement comme Jean-Luc Mélenchon, Alexis Corbière, Éric Coquerel, Bastien Lachaud, Mathilde Panot et Danièle Obono ;
- des membres tels Ugo Bernalicis, Michel Larive, Adrien Quatennens, Sabine Rubin, Muriel Ressiguier et Loïc Prud'homme ;
- Clémentine Autain et Caroline Fiat d'Ensemble ![19],[20], Autain n'ayant pas signé la charte du mouvement[21] ;
- le journaliste François Ruffin[22], membre de Picardie debout, élu avec le soutien de La France insoumise, du Parti communiste français et d'Europe Écologie Les Verts, qui n'a pas non plus signé la charte[21] ;
- Bénédicte Taurine, membre du PCF mais investie par La France insoumise[23],[24] se présente contre le candidat officiel de son parti. Elle n'en est toutefois pas exclue ;
- le député réunionnais Jean-Hugues Ratenon, membre de Rézistan's Égalité 974 et élu sous la bannière divers gauche, annonce sa volonté de siéger dans le groupe.

Ils sont tous rattachés administrativement à La France insoumise.
Stéphane Peu, adhérent au Parti communiste, mais également investi par La France insoumise, décide finalement de siéger dans le groupe de la Gauche démocrate et républicaine (GDR) organisé par le PCF. Le député polynésien Moetai Brotherson, membre du Tavini huiraatira et un temps pressenti pour siéger au sein du groupe La France insoumise, rejoint également la GDR.
Le 27 juin, Jean-Luc Mélenchon annonce sa désignation à l'unanimité à la présidence du groupe. Mathilde Panot est élue vice-présidente le 18 juin 2019, avant de succéder à Jean-Luc Mélenchon à la présidence le 12 octobre 2021 en amont de la campagne présidentielle de 2022.
En mai 2023, lors du renouvellement du bureau du groupe parlementaire Insoumis à l’Assemblée nationale, les frondeurs François Ruffin, Clémentine Autain et Alexis Corbière décident de ne pas y participer.
En novembre 2023, le bureau du groupe La France insoumise décide la mise en retrait de la députée Raquel Garrido du groupe LFI pour 4 mois pour « la diffusion de fausses informations dans la presse à propos du groupe ou de ses membres, « la mise en cause et le dénigrement ad hominem de plusieurs membres du groupe » ainsi que « la prise à partie de salariés du groupe parlementaire ». Raquel Garrido explique avoir été sanctionnée pour avoir critiqué Jean-Luc Mélenchon, le fonctionnement et la ligne du parti, : « Le bureau s’est autoproclamé instance de discipline pour tenter de régler des désaccords politiques par des mesures de coercition ». Cette sanction suscite une indignation parmi certains députés « frondeurs » de LFI dont Clémentine Autain, François Ruffin, Alexis Corbière et Danielle Simonnet,,.

### Effectifs et dénominations
| Législature | Date           | Nom                                                                  | Abv.      | Nombre de membres | Nombre d’apparentés | Nombre de députés | Évolution     | Pourcentage |
| ----------- | -------------- | -------------------------------------------------------------------- | --------- | ----------------- | ------------------- | ----------------- | ------------- | ----------- |
| XVe         | 2017           | La France insoumise                                                  | LFI       | 17                | —                   | 17 / 577          | —             | 2,95 %      |
| XVIe        | 2022           | La France insoumise - Nouvelle Union populaire écologique et sociale | LFI-NUPES | 75                | —                   | 75 / 577          | 58            | 13,00 %     |
| XVIe        | septembre 2023 | La France insoumise - Nouvelle Union populaire écologique et sociale | LFI-NUPES | 74                | 1                   | 75 / 577          | en stagnation | 13,00 %     |
| XVIIe       | 2024           | La France insoumise - Nouveau Front Populaire                        | LFI-NFP   | 71                | 1                   | 72 / 577          | 3             | 12,48 %     |
| XVIIe       | octobre 2024   | La France insoumise - Nouveau Front Populaire                        | LFI-NFP   | 70                | 1                   | 71 / 577          | 1             | 12,31 %     |

## Organisation

### Présidence
| Portrait | Nom                | Dates du mandat | Dates du mandat | Notes |
| -------- | ------------------ | --------------- | --------------- | --- |
|          | Jean-Luc Mélenchon | 27 juin 2017    | 12 octobre 2021 | Député des Bouches-du-Rhône, il devient président du groupe La France insoumise en 2017. Il quitte cette fonction en 2021 afin de se préparer à l'élection présidentielle de 2022. |
|          | Mathilde Panot     | 12 octobre 2021 | En fonction     | Députée du Val-de-Marne, elle est élue présidente en 2021 puis réélue en 2022 et en 2024.                                                                                          |

### Vice-présidence
| Période                                         | Période         | Identité        | Parti | Parti | Circonscription            |
| ----------------------------------------------- | --------------- | --------------- | ----- | ----- | -------------------------- |
| 18 juin 2019                                    | 12 octobre 2021 | Mathilde Panot  |       | LFI   | 10e du Val-de-Marne        |
|                                                 |                 |                 |       |       |                            |
| 22 juin 2022                                    | 23 mai 2023,    | Alexis Corbière |       | LFI   | 7e de la Seine-Saint-Denis |
| 22 juin 2022                                    | 9 juin 2024     | Clémence Guetté |       | LFI   | 2e du Val-de-Marne         |
| Fonction supprimée depuis la XVIIe législature. |                 |                 |       |       |                            |

### Secrétaire générale
Clémence Guetté est secrétaire générale du groupe de 2017 à 2022.
À la suite de son élection aux législatives de 2022, Gabrielle Cathala, anciennement conseillère de groupe, la remplace à ce poste. Elle est remplacée  après son élection aux législatives de 2024 par William Martinet.

## Composition

### XVelégislature
| Nom | Nom                 | Parti(s)  | Parti(s)              | Commission                                  | Circonscription                             |
| --- | ------------------- | --------- | --------------------- | ------------------------------------------- | ------------------------------------------- |
|     | Clémentine Autain   |           | LFI-E!                | Affaires étrangères                         | 11e circonscription de la Seine-Saint-Denis |
|     | Ugo Bernalicis      | LFI-PG    | Lois                  | 2e circonscription du Nord                  |                                             |
|     | Éric Coquerel       | LFI-PG    | Finances              | 1re circonscription de la Seine-Saint-Denis |                                             |
|     | Alexis Corbière     | LFI-PG    | Défense               | 7e circonscription de la Seine-Saint-Denis  |                                             |
|     | Caroline Fiat       | LFI       | Affaires sociales     | 6e circonscription de Meurthe-et-Moselle    |                                             |
|     | Bastien Lachaud     | LFI-PG    | Défense               | 6e circonscription de la Seine-Saint-Denis  |                                             |
|     | Michel Larive       | LFI-PG    | Affaires culturelles  | 2e circonscription de l'Ariège              |                                             |
|     | Jean-Luc Mélenchon  | LFI-PG    | Affaires étrangères   | 4e circonscription des Bouches-du-Rhône     |                                             |
|     | Danièle Obono       | LFI-E!    | Lois                  | 17e circonscription de Paris                |                                             |
|     | Mathilde Panot      | LFI       | Développement durable | 10e circonscription du Val-de-Marne         |                                             |
|     | Loïc Prud'homme     | LFI       | Développement durable | 3e circonscription de la Gironde            |                                             |
|     | Adrien Quatennens   | LFI-PG    | Affaires sociales     | 1re circonscription du Nord                 |                                             |
|     | Jean-Hugues Ratenon | LFI-RÉ974 | Affaires sociales     | 5e circonscription de La Réunion            |                                             |
|     | Muriel Ressiguier   | LFI-E!    | Finances              | 2e circonscription de l'Hérault             |                                             |
|     | Sabine Rubin        | LFI       | Affaires culturelles  | 9e circonscription de la Seine-Saint-Denis  |                                             |
|     | François Ruffin     | LFI-PD    | Affaires économiques  | 1re circonscription de la Somme             |                                             |
|     | Bénédicte Taurine   | LFI       | Affaires économiques  | 1re circonscription de l'Ariège             |                                             |

#### Composition en 2017
| Parti                        | Parti               | Nombre |
| ---------------------------- | ------------------- | ------ |
|                              | La France insoumise | 17     |
| LFI – Parti de gauche        | 7                   |        |
| LFI – Ensemble !             | 3                   |        |
| LFI – Picardie debout !      | 1                   |        |
| LFI – Rézistan's Égalité 974 | 1                   |        |

### XVIelégislature

#### Liste des membres
| Nom | Nom                     | Parti(s)                 | Parti(s)              | Commission                                     | Circonscription                             |
| --- | ----------------------- | ------------------------ | --------------------- | ---------------------------------------------- | ------------------------------------------- |
|     | Nadège Abomangoli       |                          | LFI                   | Affaires étrangères                            | 10e circonscription de la Seine-Saint-Denis |
|     | Laurent Alexandre       | LFI                      | Affaires économiques  | 2e circonscription de l'Aveyron                |                                             |
|     | Gabriel Amard           | LFI                      | Développement durable | 6e circonscription du Rhône                    |                                             |
|     | Ségolène Amiot          | LFI                      | Affaires culturelles  | 3e circonscription de la Loire-Atlantique      |                                             |
|     | Farida Amrani           | LFI                      | Affaires sociales     | 1re circonscription de l'Essonne               |                                             |
|     | Rodrigo Arenas          | LFI                      | Affaires culturelles  | 10e circonscription de Paris                   |                                             |
|     | Clémentine Autain       | LFI-Gauche écosocialiste | Affaires étrangères   | 11e circonscription de la Seine-Saint-Denis    |                                             |
|     | Ugo Bernalicis          | LFI-PG                   | Lois                  | 2e circonscription du Nord                     |                                             |
|     | Christophe Bex          | LFI-PG                   | Défense               | 7e circonscription de la Haute-Garonne         |                                             |
|     | Carlos Martens Bilongo  | LFI                      | Affaires étrangères   | 8e circonscription du Val-d'Oise               |                                             |
|     | Manuel Bompard          | LFI-PG                   | Finances              | 4e circonscription des Bouches-du-Rhône        |                                             |
|     | Idir Boumertit          | LFI-PG                   | Affaires culturelles  | 14e circonscription du Rhône                   |                                             |
|     | Louis Boyard            | LFI                      | Affaires sociales     | 3e circonscription du Val-de-Marne             |                                             |
|     | Sylvain Carrière        |                          | LFI-PG                |                                                | 8e circonscription de l'Hérault             |
|     | Florian Chauche         | LFI                      | Finances              | 2e circonscription du Territoire de Belfort    |                                             |
|     | Sophia Chikirou         | LFI                      | Affaires économiques  | 6e circonscription de Paris                    |                                             |
|     | Hadrien Clouet          | LFI-PG                   | Affaires sociales     | 1re circonscription de la Haute-Garonne        |                                             |
|     | Éric Coquerel           | LFI-PG                   | Finances              | 1re circonscription de la Seine-Saint-Denis    |                                             |
|     | Alexis Corbière         | LFI-PG                   | Affaires culturelles  | 7e circonscription de la Seine-Saint-Denis     |                                             |
|     | Jean-François Coulomme  | LFI                      | Lois                  | 4e circonscription de la Savoie                |                                             |
|     | Catherine Couturier     | LFI                      | Développement durable | 1re circonscription de la Creuse               |                                             |
|     | Hendrik Davi            | LFI-Gauche écosocialiste | Affaires culturelles  | 5e circonscription des Bouches-du-Rhône        |                                             |
|     | Sébastien Delogu        | LFI                      | Affaires sociales     | 7e circonscription des Bouches-du-Rhône        |                                             |
|     | Alma Dufour             | LFI                      | Finances              | 4e circonscription de la Seine-Maritime        |                                             |
|     | Karen Erodi             | LFI                      | Affaires sociales     | 2e circonscription du Tarn                     |                                             |
|     | Martine Étienne         | LFI                      | Défense               | 3e circonscription de Meurthe-et-Moselle       |                                             |
|     | Emmanuel Fernandes      | LFI                      | Défense               | 2e circonscription du Bas-Rhin                 |                                             |
|     | Sylvie Ferrer           | LFI                      | Développement durable | 1re circonscription des Hautes-Pyrénées        |                                             |
|     | Caroline Fiat           | LFI                      | Affaires sociales     | 6e circonscription de Meurthe-et-Moselle       |                                             |
|     | Perceval Gaillard       | LFI-RÉ974                | Affaires économiques  | 7e circonscription de La Réunion               |                                             |
|     | Raquel Garrido          | LFI                      | Lois                  | 5e circonscription de la Seine-Saint-Denis     |                                             |
|     | Clémence Guetté         | LFI                      | Développement durable | 2e circonscription du Val-de-Marne             |                                             |
|     | David Guiraud           | LFI-PG                   | Finances              | 8e circonscription du Nord                     |                                             |
|     | Mathilde Hignet         | LFI                      | Affaires économiques  | 4e circonscription d'Ille-et-Vilaine           |                                             |
|     | Rachel Keke             | LFI                      | Affaires sociales     | 7e circonscription du Val-de-Marne             |                                             |
|     | Andy Kerbrat            | LFI-PEPS                 | Lois                  | 2e circonscription de la Loire-Atlantique      |                                             |
|     | Bastien Lachaud         | LFI-PG                   | Défense               | 6e circonscription de la Seine-Saint-Denis     |                                             |
|     | Maxime Laisney          | LFI-PG                   | Affaires économiques  | 10e circonscription de Seine-et-Marne          |                                             |
|     | Arnaud Le Gall          | LFI-PG                   | Affaires étrangères   | 9e circonscription du Val-d'Oise               |                                             |
|     | Antoine Léaument        | LFI-PG                   | Lois                  | 10e circonscription de l'Essonne               |                                             |
|     | Élise Leboucher         | LFI                      | Affaires étrangères   | 4e circonscription de la Sarthe                |                                             |
|     | Charlotte Leduc         | LFI                      | Finances              | 3e circonscription de la Moselle               |                                             |
|     | Jérôme Legavre          |                          | POI                   | Affaires culturelles                           | 12e circonscription de la Seine-Saint-Denis |
|     | Sarah Legrain           |                          | LFI-PG                | Affaires culturelles                           | 19e circonscription de Paris                |
|     | Murielle Lepvraud       | LFI                      | Défense               | 4e circonscription des Côtes-d'Armor           |                                             |
|     | Élisa Martin            | LFI-PG                   | Lois                  | 3e circonscription de l'Isère                  |                                             |
|     | Pascale Martin          | LFI                      | Défense               | 1re circonscription de la Dordogne             |                                             |
|     | William Martinet        | LFI                      | Affaires économiques  | 11e circonscription des Yvelines               |                                             |
|     | Frédéric Mathieu        | LFI-PG                   | Défense               | 1re circonscription d'Ille-et-Vilaine          |                                             |
|     | Damien Maudet           | LFI                      | Finances              | 1re circonscription de la Haute-Vienne         |                                             |
|     | Marianne Maximi         | LFI-Gauche écosocialiste | Finances              | 1re circonscription du Puy-de-Dôme             |                                             |
|     | Manon Meunier           | LFI                      | Développement durable | 3e circonscription de la Haute-Vienne          |                                             |
|     | Jean-Philippe Nilor     |                          | Péyi-A                | Affaires sociales                              | 4e circonscription de la Martinique         |
|     | Danièle Obono           |                          | LFI                   | Lois                                           | 17e circonscription de Paris                |
|     | Nathalie Oziol          | LFI                      | Affaires étrangères   | 2e circonscription de l'Hérault                |                                             |
|     | Mathilde Panot          | LFI                      | Affaires étrangères   | 10e circonscription du Val-de-Marne            |                                             |
|     | René Pilato             | LFI                      | Affaires économiques  | 1re circonscription de la Charente             |                                             |
|     | François Piquemal       | LFI                      | Défense               | 4e circonscription de la Haute-Garonne         |                                             |
|     | Thomas Portes           | LFI                      | Lois                  | 3e circonscription de la Seine-Saint-Denis     |                                             |
|     | Loïc Prud'homme         | LFI                      | Développement durable | 3e circonscription de la Gironde               |                                             |
|     | Adrien Quatennens       | LFI-PG                   | Affaires étrangères   | 1re circonscription du Nord                    |                                             |
|     | Jean-Hugues Ratenon     | LFI-RÉ974                | Affaires sociales     | 5e circonscription de La Réunion               |                                             |
|     | Sébastien Rome          | LFI                      | Finances              | 4e circonscription de l'Hérault                |                                             |
|     | François Ruffin         | LFI-PD                   | Affaires sociales     | 1re circonscription de la Somme                |                                             |
|     | Aurélien Saintoul       | LFI                      | Défense               | 11e circonscription des Hauts-de-Seine         |                                             |
|     | Michel Sala             | LFI-Gauche écosocialiste | Finances              | 5e circonscription du Gard                     |                                             |
|     | Danielle Simonnet       | LFI-PG                   | Affaires économiques  | 15e circonscription de Paris                   |                                             |
|     | Ersilia Soudais         | LFI                      | Affaires étrangères   | 7e circonscription de Seine-et-Marne           |                                             |
|     | Anne Stambach-Terrenoir | LFI                      | Développement durable | 2e circonscription de la Haute-Garonne         |                                             |
|     | Andrée Taurinya         | LFI-PG                   | Lois                  | 2e circonscription de la Loire                 |                                             |
|     | Matthias Tavel          | LFI-PG                   | Affaires économiques  | 8e circonscription de la Loire-Atlantique      |                                             |
|     | Aurélie Trouvé          | LFI                      | Affaires économiques  | 9e circonscription de la Seine-Saint-Denis     |                                             |
|     | Paul Vannier            | LFI                      | Affaires culturelles  | 5e circonscription du Val-d'Oise               |                                             |
|     | Léo Walter              | LFI-PG                   | Affaires culturelles  | 2e circonscription des Alpes-de-Haute-Provence |                                             |

#### Liste des apparentés
| Nom | Nom           | Parti(s) | Parti(s) | Commission            | Circonscription              |
| --- | ------------- | -------- | -------- | --------------------- | ---------------------------- |
|     | Aymeric Caron |          | REV      | Développement durable | 18e circonscription de Paris |

#### Composition en 2022
| Parti                                        | Parti                                | Nombre |
| -------------------------------------------- | ------------------------------------ | ------ |
|                                              | La France insoumise                  | 73     |
| LFI – Parti de gauche                        | 21                                   |        |
| LFI – Gauche écosocialiste                   | 4                                    |        |
| LFI – Rézistan's Égalité 974                 | 2                                    |        |
| LFI – Picardie debout !                      | 1                                    |        |
| LFI – Péyi-A                                 | 1                                    |        |
| LFI – Pour une écologie populaire et sociale | 1                                    |        |
|                                              | Parti ouvrier indépendant            | 1      |
|                                              | Révolution écologique pour le vivant | 1      |

### XVIIelégislature

#### Liste des membres
| Nom | Nom                     | Parti(s) | Parti(s)  | Commission                        | Circonscription                             |
| --- | ----------------------- | -------- | --------- | --------------------------------- | ------------------------------------------- |
|     | Nadège Abomangoli       |          | LFI       | Lois                              | 10e circonscription de la Seine-Saint-Denis |
|     | Laurent Alexandre       |          | LFI       | Affaires économiques              | 2e circonscription de l'Aveyron             |
|     | Gabriel Amard           |          | LFI       | Développement durable             | 6e circonscription du Rhône                 |
|     | Ségolène Amiot          |          | LFI       | Lois                              | 3e circonscription de la Loire-Atlantique   |
|     | Farida Amrani           |          | LFI       | Affaires culturelles et éducation | 1re circonscription de l'Essonne            |
|     | Rodrigo Arenas          |          | LFI       | Affaires culturelles et éducation | 10e circonscription de Paris                |
|     | Raphaël Arnault         |          | LFI       | Affaires culturelles et éducation | 1re circonscription de Vaucluse             |
|     | Anaïs Belouassa-Cherifi |          | LFI       | Affaires sociales                 | 1re circonscription du Rhône                |
|     | Ugo Bernalicis          |          | LFI       | Finances                          | 2e circonscription du Nord                  |
|     | Christophe Bex          |          | LFI       | Défense                           | 7e circonscription de la Haute-Garonne      |
|     | Carlos Martens Bilongo  |          | LFI       | Affaires étrangères               | 8e circonscription du Val-d'Oise            |
|     | Manuel Bompard          |          | LFI       | Défense                           | 4e circonscription des Bouches-du-Rhône     |
|     | Idir Boumertit          |          | LFI       | Affaires culturelles et éducation | 14e circonscription du Rhône                |
|     | Louis Boyard            |          | LFI       | Affaires sociales                 | 3e circonscription du Val-de-Marne          |
|     | Pierre-Yves Cadalen     |          | LFI       | Affaires étrangères               | 2e circonscription du Finistère             |
|     | Sylvain Carrière        |          | LFI       | Développement durable             | 8e circonscription de l'Hérault             |
|     | Gabrielle Cathala       |          | LFI       | Lois                              | 6e circonscription du Val-d'Oise            |
|     | Bérenger Cernon         |          | LFI       | Développement durable             | 8e circonscription de l'Essonne             |
|     | Sophia Chikirou         |          | LFI       | Affaires étrangères               | 6e circonscription de Paris                 |
|     | Hadrien Clouet          |          | LFI       | Affaires sociales                 | 1re circonscription de la Haute-Garonne     |
|     | Éric Coquerel           |          | LFI       | Finances                          | 1re circonscription de la Seine-Saint-Denis |
|     | Jean-François Coulomme  |          | LFI       | Lois                              | 4e circonscription de la Savoie             |
|     | Sébastien Delogu        |          | LFI       | Finances                          | 7e circonscription des Bouches-du-Rhône     |
|     | Aly Diouara             |          | LFI-SSDAC | Affaires culturelles et éducation | 5e circonscription de la Seine-Saint-Denis  |
|     | Alma Dufour             |          | LFI       | Défense                           | 4e circonscription de la Seine-Maritime     |
|     | Karen Erodi             |          | LFI       | Affaires sociales                 | 2e circonscription du Tarn                  |
|     | Mathilde Feld           |          | LFI       | Finances                          | 12e circonscription de la Gironde           |
|     | Emmanuel Fernandes      |          | LFI       | Défense                           | 2e circonscription du Bas-Rhin              |
|     | Sylvie Ferrer           |          | LFI       | Développement durable             | 1re circonscription des Hautes-Pyrénées     |
|     | Perceval Gaillard       |          | LFI-RÉ974 | Affaires étrangères               | 7e circonscription de La Réunion            |
|     | Clémence Guetté         |          | LFI       | Développement durable             | 2e circonscription du Val-de-Marne          |
|     | David Guiraud           |          | LFI       | Finances                          | 8e circonscription du Nord                  |
|     | Zahia Hamdane           |          | LFI       | Affaires sociales                 | 2e circonscription de la Somme              |
|     | Mathilde Hignet         |          | LFI       | Affaires économiques              | 4e circonscription d'Ille-et-Vilaine        |
|     | Andy Kerbrat            |          | LFI-PEPS  | Lois                              | 2e circonscription de la Loire-Atlantique   |
|     | Bastien Lachaud         |          | LFI       | Défense                           | 6e circonscription de la Seine-Saint-Denis  |
|     | Abdelkader Lahmar       |          | LFI       | Défense                           | 7e circonscription du Rhône                 |
|     | Maxime Laisney          |          | LFI       | Affaires économiques              | 10e circonscription de Seine-et-Marne       |
|     | Arnaud Le Gall          |          | LFI       | Affaires étrangères               | 9e circonscription du Val-d'Oise            |
|     | Aurélien Le Coq         |          | LFI       | Finances                          | 1re circonscription du Nord                 |
|     | Antoine Léaument        |          | LFI       | Lois                              | 10e circonscription de l'Essonne            |
|     | Élise Leboucher         |          | LFI       | Affaires sociales                 | 4e circonscription de la Sarthe             |
|     | Jérôme Legavre          |          | POI       | Affaires sociales                 | 12e circonscription de la Seine-Saint-Denis |
|     | Sarah Legrain           |          | LFI       | Affaires culturelles et éducation | 16e circonscription de Paris                |
|     | Claire Lejeune          |          | LFI       | Développement durable             | 7e circonscription de l'Essonne             |
|     | Murielle Lepvraud       |          | LFI       | Défense                           | 4e circonscription des Côtes-d'Armor        |
|     | Élisa Martin            |          | LFI       | Lois                              | 3e circonscription de l'Isère               |
|     | Damien Maudet           |          | LFI       | Finances                          | 1re circonscription de la Haute-Vienne      |
|     | Marianne Maximi         |          | GES       | Finances                          | 1re circonscription du Puy-de-Dôme          |
|     | Marie Mesmeur           |          | LFI       | Affaires culturelles et éducation | 1re circonscription d'Ille-et-Vilaine       |
|     | Manon Meunier           |          | LFI       | Affaires économiques              | 3e circonscription de la Haute-Vienne       |
|     | Jean-Philippe Nilor     |          | Péyi-A    | Affaires sociales                 | 4e circonscription de la Martinique         |
|     | Sandrine Nosbé          |          | LFI       | Affaires économiques              | 9e circonscription de l'Isère               |
|     | Danièle Obono           |          | LFI       | Affaires étrangères               | 17e circonscription de Paris                |
|     | Nathalie Oziol          |          | LFI       | Affaires étrangères               | 2e circonscription de l'Hérault             |
|     | Mathilde Panot          |          | LFI       | Affaires étrangères               | 10e circonscription du Val-de-Marne         |
|     | René Pilato             |          | LFI       | Affaires économiques              | 1re circonscription de la Charente          |
|     | François Piquemal       |          | LFI       | Affaires économiques              | 4e circonscription de la Haute-Garonne      |
|     | Thomas Portes           |          | LFI       | Lois                              | 3e circonscription de la Seine-Saint-Denis  |
|     | Loïc Prud'homme         |          | LFI       | Développement durable             | 3e circonscription de la Gironde            |
|     | Jean-Hugues Ratenon     |          | LFI-RÉ974 | Affaires sociales                 | 5e circonscription de La Réunion            |
|     | Arnaud Saint-Martin     |          | LFI       | Défense                           | 1re circonscription de Seine-et-Marne       |
|     | Aurélien Saintoul       |          | LFI       | Défense                           | 11e circonscription des Hauts-de-Seine      |
|     | Ersilia Soudais         |          | LFI       | Développement durable             | 7e circonscription de Seine-et-Marne        |
|     | Anne Stambach-Terrenoir |          | LFI       | Développement durable             | 2e circonscription de la Haute-Garonne      |
|     | Aurélien Taché          |          | LFI       | Affaires étrangères               | 10e circonscription du Val-d'Oise           |
|     | Andrée Taurinya         |          | LFI       | Lois                              | 2e circonscription de la Loire              |
|     | Matthias Tavel          |          | LFI       | Affaires économiques              | 8e circonscription de la Loire-Atlantique   |
|     | Aurélie Trouvé          |          | LFI       | Affaires économiques              | 9e circonscription de la Seine-Saint-Denis  |
|     | Paul Vannier            |          | LFI       | Affaires culturelles et éducation | 5e circonscription du Val-d'Oise            |

Le député Hugo Prevost est exclu du Groupe La France insoumise le 8 octobre 2024 à la suite du signalement par le Comité de suivi contre les violences sexistes et sexuelles de La France insoumise en septembre de « faits graves à caractère sexuel pouvant relever d’infractions pénales » le concernant,.

#### Liste des apparentés
| Nom | Nom           | Parti(s) | Parti(s) | Commission                        | Circonscription              |
| --- | ------------- | -------- | -------- | --------------------------------- | ---------------------------- |
|     | Aymeric Caron |          | REV      | Affaires culturelles et éducation | 18e circonscription de Paris |

#### Composition en 2024
| Parti                                        | Parti                     | Nombre |
| -------------------------------------------- | ------------------------- | ------ |
|                                              | La France insoumise       | 63     |
| LFI – La Seine-Saint-Denis au Cœur !         | 1                         |        |
| LFI – Rézistan's Égalité 974                 | 2                         |        |
| LFI – Pour une écologie populaire et sociale | 1                         |        |
| Gauche écosocialiste                         | 1                         |        |
|                                              | Péyi-A                    | 1      |
|                                              | Parti ouvrier indépendant | 1      |

## Activité et communication
En juillet 2017, Vincent Glad estime que les députés du groupe LFI, en particulier Adrien Quatennens, François Ruffin, Ugo Bernalicis et Danièle Obono, sont « les premiers vrais parlementaires de l'ère numérique » à travers une communication appuyée sur les réseaux sociaux où certaines des retransmissions de leurs interventions à l'Assemblée recueillent une audience très au-dessus de la moyenne pour ce type de vidéo. Certains médias notent également que, sur le modèle de La Revue de la semaine, série hebdomadaire animée par Mélenchon, Bernalicis et Ruffin proposent des vidéos indépendantes, à la manière de vlogs,.
Après six mois de législature, La France insoumise est le parti dont les députés sont les plus actifs en moyenne, selon le classement établi par Capital.
En avril 2018, sur 400 scrutins publics qui se sont déroulés à l'Assemblée, le groupe LFI a voté, en moyenne, à 14,9 % en accord avec le groupe LREM, contre 9,3 % pour le groupe de la Gauche démocrate et républicaine (GDR) et 29,3 % pour le groupe Nouvelle gauche. Ce taux baisse à 8,4 % pour les seuls votes solennels (qui valident l'ensemble d'une loi), contre 4,5 % pour le groupe GDR et 40,8 % pour le groupe Nouvelle gauche : le groupe LFI a voté favorablement, à cette date, lors de trois scrutins solennels portant sur la consultation sur l'accession de la Nouvelle-Calédonie à la pleine souveraineté ; sur la gestion des milieux aquatiques et prévention des inondations ; et sur l'élection des représentants au Parlement européen.
Après un an de législature, Les Jours relève que le groupe LFI est le plus présent aux votes de l'Assemblée (36 %). À la même période, Contexte considère que l'« activisme » du groupe, « en prenant la parole sur tous les textes et en déposant de nombreux amendements », lui a « permis, grâce à [sa] forte présence sur les réseaux sociaux, de passer aux yeux de l’opinion pour le groupe d’opposition le plus actif à l’Assemblée. Mais cette attitude les a isolés, cette manière de fonctionner irritant les autres députés, y compris à gauche ». Contexte observe notamment que les députés insoumis « déposent en moyenne deux fois plus d’amendements que les autres groupes d’opposition. Mais avec un très faible taux d’adoption (1,6 %), quand les socialistes font passer 7,6 % des leurs ».

## Identité visuelle

Logo de 2017 à 2022
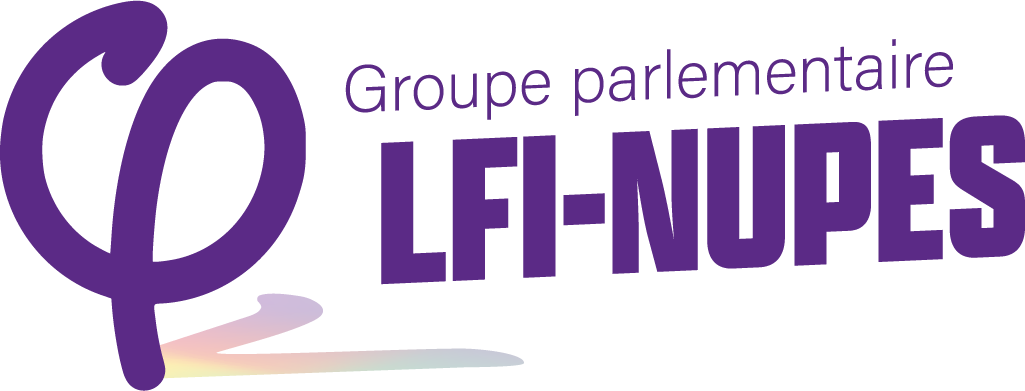
Logo de 2022 à 2024